# Научен етос

## Методически и етически стандарти в науката
Понятието научен етос е специфичният предмет на научната етика. Въведено и дефинирано е най-напред от социолога Робърт Мъртън през 1947 г. Той поставя тезата, че в научноизследователската си дейност учените трябва да се ръководят не само от методическите правила (a set of characteristic methods), чрез които се постига ново знание, но и от ценностите и етическите норми в науката (a set of cultural values and mores). При това двете групи правила – методическите и етическите, са равнопоставени и съчетани в научното изследване. Първите дават насока затова как може да се прави изследване и да се развива науката, а вторите отговарят на въпроси: как трябва да се направи изследването, да се публикуват ли резултатите му и въобще дали трябва, дали е морално допустимо да се прави всичко това.
Методически стандарти – как се прави научно изследване. Етически стандарти – морална допустимост на изследването.
Оттогава до днес научният етос предизвиква дълбоки научни осмисляния и дискусии. В социологията на науката се поставят въпроси като: дали можем да приемем принципите на науката, формиращи научния етос като морални норми; доколко правилата за извършване на научна дейност са нормативни; в каква степен може да се разглежда „нормативната структура на науката“ като идеология. В отговорите им са заложени позиции, сходни на две от основните социологически парадигми – структурен функционализъм и феноменологично-интерпретативна парагидма.
От друга страна, времето се изменя, а в него и човекът, и неговият жизнен свят, и обществото, което той заедно с другите изгражда. Тази обективна и неизбежна макропромяна също предизвиква нови и нови търсения в полето на научния етос. Днес, например, стои въпросът за това как се дефинира ценностното ядро на научния етос във времето на изкуствения интелект.

## CUDOS - класически модел на научния етос
Научният етос е основан върху четири етични стандарта, които са фундаментални за науката, според Робърт Мъртън. Те формират модела CUDOS – акроним от първите им букви:
Communalism[5] – обществен характер (в  оригиналното си съчинение Робърт Мъртън използва понятието “communism”. Впоследствие  се налага “communalism“.“Communism” in the nontechnical and extended sense of common ownership of goods, is a second integral element of the scientific ethos”);
Universalism – универсалност;
Disinterestedness – безкористност;
Organized Skepticism – умерен скептицизъм.
Моделът е известен още и като "Нормите на Мъртън" (Mertonian Norms).

Джон Зиман прибавя още един стандарт – Originallity – Оригиналност. В акронима то се вписва в „O”, а за Мъртановия “Organized Skepticism” остава “S”. Според Етичния кодекс на УНСС понятията, съставляващи CUDOS, включват следното съдържание, синтезирано от Мъртъновите и Зиманови оригинални дефиниции:
С – „Общественият характер обединява разбирането за публичност на научното знание, задължително публикуване на резултатите от научните изследвания, отговорност на учените за верността на публикуваните резултати, самоуправление на научната общност, свободен обмен на информация между учените по света.“
U – „Универсалността означава, че науката трябва да е независима от раса, религия и националност, да е без ограничение в международната и световната изява.“
D – „Безкористността се свързва най-вече с честност и обективност на резултатите – те не трябва да се манипулират заради печалба, идеология, целесъобразност или поради друг личен интерес.“
О – „Изискването за оригиналност налага всяко изследване да има свой принос към науката – иначе е неприемливо. Изследователската оригиналност включва развитието и задълбочаването на авторските проучвания, правилното определяне и посочване на научните постижения на други учени, последователното прилагане на все по-подходящи методи на изследване, справедливото и професионално тълкуване на резултатите, честното отчитане на фактите и данните, както и обективната оценка на съществуващите научноизследователски хипотези.“
S – „Умереният скептицизъм насочва към изключителната полезност на критичността, която се гради върху съмнението, а заедно с това изисква резултатите никога да не се приемат заради авторитет или на доверие.“
През 1998 г. Дейвид Резник добавя още дванадесет елемента към CUDOS, които практически продължават операционализацията на понятието „научен етос“. Част от тях представляват ценности на науката и отразяват основни етически категории.

## Свобода в науката
Първият елемент е свобода – основна етическа категория и ценност в науката. Етиката е основана на свобода, науката е свобода. Без свобода на творчеството, на изследванията, без свобода на мисълта и словото, науката като основна познавателна човешка дейност би била невъзможна. Днес много се говори за свобода на словото – от една страна се аргументира нейната витална важност за демокрацията и човешкото съществуване, а от друга – се посочват данни от световни рейтинги за свобода на словото, които от години показват тенденция към ограничаване на същата свобода. Преди свободата на словото е свободата на мисълта, пише Катя Михайлова. Ако мисълта не е свободна да пита, да търси, да изследва, то какво би било словото, чрез което се изразява несвободната мисъл?
Гарант на свободата на мисълта, т.е свободата на науката е етиката и по-точно научната етика. Свободата е в две форми: позитивна, свободата „да“ търся, откривам, претворявам, създавам и негативна свобода „от“ някого, от нещо, което създава затруднения, пречи, спира изявата и пътя. Научната етика създава рамка, в която проявленията на негативната свобода биват ограничени за сметка на разгръщането на позитивната свобода.
„Свободата е неизменно условие за работата на разума в полето на идеите – „разумът изисква свобода“, пише Айн Ранд в "За новия интелектуалец". Какво означава разумът да е свободен? Свободен от външни принуди и ограничения или свободен да създава, въпреки обективните външни принуди и ограничения? Негативно или позитивно свободен?
Свободата на разума е преди всичко позитивна. Свободният разум е способен да мисли, да твори, да създава заедно с другите, въпреки обективните ограничения на социалната и обществената среда. Дори и повече – способен е да претворява ограниченията, които средата създава пред неговата свобода, във възможности за проява на нейната сила. Позитивно свободният разум е уверен и самоуважаващ се, воден от собствената си мисъл. Само позитивно свободният разум може да превърне ученият в рицар на свободата, ако употребим метафората на Зигмунд Бауман.

## Законност в научната дейност
Вторият елемент, който Дейвид Резник добавя към разбирането на научния етос, е законност. Научната дейностнама как да не беде правно регулирана, доколкото тя е висша обществена дейност, чрез която се произвеждат духовни блага, а Карл Маркс дори я нарича „непосредствена производителна сила“. Етичната и правна регулация на научната дейност са взаимнодопълващи се части на едно цяло. Цялото е естественият човешкият стремеж към познание, който в условия на живеене в общност с другите и в общество, е необходимо да бъде регулиран, така че да бъдат защитени правата и интересите на всички.
Етиката в науката и правната регулация на науката гарантират автономността на науката и научното поле спрямо останалите обществени полета.
Законът за висшето образование Архив на оригинала от 2024-02-01 в Wayback Machine. и Законът за развитието на академичния състав Архив на оригинала от 2024-02-01 в Wayback Machine. в Република България са правнонормативни актове, които уреждат взаимоотношенията във висшето образование и науката. Като такива те са във връзка с нормите на научната етика.
Възниква въпросът кой регулативен механизъм е по-важен в полето на науката – етическия чрез научната етика или правнонормативния чрез законността? И двата са еднакво важни – етиката в науката е преди всичко инструмент за саморегулация на взаимоотношенията в научното поле, а правната уредба и законността установяват процеса на правна регулация. Етичните норми в науката имат доброволен характер. Правно-юридическите норми са еднакво задължителни за всички. 

## Колегиалност
Колегиалност е модусът на взаимоотношение в науката, който Дейвид Резник определя като компонент от научния етос. 
Станка Калчева прави интересно емпирично изследване на колегиалността на научната организация (резултатите са публикувани през 2012 г.). Изследването установява висока степен на колегиалност в научната колегия в сравнение с другите изследвани колегии – предприятие за производство и услуги и медия. Предложената операционализация на понятието "колегиалност" дава ориентир за неговото разбиране. Колегиалността се операционализира чрез следните три групи понятийни индикатори:
- Колегиални отношения в микросредата –  посочени са 6 емпирични индикатора тук (всеки е вид отношение):  добронамереност, приемане на перспективата на другия, самокритичност, завист,  егоцентрична ориентация, неразбирателство (липса на кооперация);
- Професионална компетентност на всеки член  на колегията;
- Междуличностни отношения по скалата  „симпатия – антипатия“: приятелство, симпатия, безразличие, антипатия, враждебност.

## Честност в науката
Следващото предложение на Дейвид Резник е честността като основен морален императив в научния етос. Честността в научната етика се проявява в няколко посоки.
- Честност по отношение на научното изследване като методика и методология, като използвани теоретични и емпирични източници. Честност в обявяването на научните резултати, тяхната интерпретация и анализ. Честност в авторството и уважение авторството на другите.
- Честност като императив на междуличностните и институционални отношения между учените, преподавателите, между преподавателите и студентите, между самите студенти.
- Честност спрямо обществото, културата и паметта, защото науката, а и университетското преподаване са обществени дейности от най-висш духовен порядък. Продуктът на науката е обществен продукт, обществено благо. Образователният продукт – също. Науката и образованието са тясно свързани с културата и паметта – чрез тях се изграждат културата и паметта и едновременно с това, чрез тях те се и предават.
- Честност към себе си – честна самооценка на нивото на компетентност и умения.

Без честност е невъзможно да се постигне дори и най-ниско ниво на колегиалност, а след това и общностност в науката. Същевременно самият Мъртън, дефинирайки научния етос, подчертава, че съществените научни открития са продукт на сътрудничество между колегите изследователи в общността. Общността е интелектуалният собственик, притежателят на интелектуалните права върху произведените научни продукти от учените.
Без честност дали може да се изгради научна общност, която да произвежда качествени научни продукти? 
Науката не е и никога не е била индивидуално действие и постижение, макар отделен учен да постига конкретното теоретично обобщение и да извежда докрай теоретичното моделиране на изследваните явления, процеси, тенденции. Тя винаги е колективно, общностно дело – прави се от всички в колегията, в катедрата, в научното звено, в общността. Затова започваме научните изследвания и дори изпитните реферати и есета от четене на научни книги, за да видим преди нас и до нас, в нашето време, какво вече е направено, какво можем да заимстваме, какво да доразвием. Затова търсим разговора, научната дискусия с колегите, за да открием друга гледна точка към онова, което изследваме, и от тази друга перспектива да го погледнем и да видим какво ще се разкрие пред нас.
В логиката на общността в науката се развиват и така нар. научни школи, като пространства на честно достигнатото и споделено научно познание. Достиженията на науката по отношение на разбирането и овладяването на познанието не принадлежат на индивида, а на школата, на общността. Подписът на учения показва кой носи отговорността за честността в направеното изследване, кой е авторът, но не притежателят. Знанието, познанието, истината не могат да бъдат притежание на някого. Християнската етика посочва, че бидейки дадени от Бог, те са на всички и на общността.
Същият принцип е заложен при разпределението на интелектуалната собственост върху научните продукти, произведени в световните университети – по данни на Световната организация за интелектуална собственост, повечето от университетите в света днес са притежатели на интелектуалната собственост. За изследователите, преподавателите, студентите, които работят заедно в университета, остават авторските права.

## Уважение към обекта на изследване
Заслужава специално внимание и императивът на Дейвид Резник за уважение към изследователския обект. Обект на изследване е нещото, което се изследва. Обект може да са хора, животни, документи, книги, медии, обществени институции, обществени процеси, социални факти, народни обичаи, земята, космоса, морето и др. под. Предмет на изследване е специфичният проблем, който обекта носи. Нормата за уважение към изследователския обектът може да бъде допълнена и с уважение към изследователския предмет.
Нормата за уважение изисква прилагане без компромиси на функционалния императив за отношение към другите като към цел, а не като към средство. Това особено се отнася за изследванията, в чийто обект попадат уязвими обществени групи – деца или бежанци, например. А също и същества, които човек е склонен да смята за по-нисши от него – животни, растения.
Уважението на обекта и предмета като етически принцип е тясно свързано с методологическия принцип на Огюст Конт за разграничаване на субекта от обекта на изследване. Да се разграничи от обекта означава изследователят (субекта на изследване) да не се чувства свързан с него, част от него – например, жена изследовател, която се занимава със социологически изследвания на жените не бива да подхожда към обекта си през призмата на личното си женско битие, не бива да се идентифицира с обекта. След това, за да спази императива за уважение, следва да се отнася към обекта като равностоен на себе си, практически зачитайки всичките му права.
Императивът за уважение на обекта и предмета на изследване има връзка с Мъртановата „безкористност“. Проявата под каквато и да е форма на корист в научното изследване – било по отношение на обекта и предмета или спрямо метода, изкривява посоката на изследване и научните резултати.

## Социална отговорност, прецизност, откритост в науката
Дейвид Резник извежда още и императиви като: старателна прецизност и откритост, ефикасност и социална отговорност в етоса на науката. Практиката в научното поле вече многократно е потвърдила, че няма как да се прави наука с гръб към подобни етически стандарти. Тъй като научните постижения стават основа на университетски лекционни курсове, то Резник прибавя в научния етос още и стандарти като обучение, възможности за научно развитие, за академична кариера.Така се формира структурата на ценностното ядро на научния етос.

## TRUST - развитие на научния етос
И до днес научноизследователските търсения на отговори на въпроса „що  е то научен етос“ продължават. Човешкото общество се променя. Говори се за постчовешко общество с постмодерна етика. Всъщност новият модел за човешко общество усилено търси измеренията на нова етичност – така нареченото „ново нормално“. Както бе казано по-горе, чрез етиката и най-вече приложната, се променят ценностите и мисленето на хората, а след това и конструкцията и видът на човешкото общество.
Естествено е да се променя и науката сама по себе си. Джон Зиман дефинира новата наука след 1996 г. като „постакадемична наука“ (post-academic science), различавайки я от предходницата й „академичната наука“. Silvio Funtowicz и Jerome R. Ravetz предлагат термина "пост-нормална наука" (post-normal science), различавайки я от известната "нормална наука". „Постакадемичната наука“ според Зиман е отворена към обществото и хората, развива се вследствие на конкретни потребности в обществото и търси своята популярност и пазар. Докато класическата академична наука стои затворена в научното си поле. Постакадемичната наука е ориентирана към impact (въздействие, основен наукометричен показател), а академичната – към откривателство и изследване. Хипотезата за постакадемична наука, заедно с изкуствения интелект са напълно достътъчни, за сда се възобнови дискусията за нови акценти в научния етос. 
"Пост-академичната" или "пост-нормалната наука" е логично да търсят своя нов научен етос. Може би като отправна идея би послужил модела TRUST – като акроним от ценности и норми, потребности на съвременната наука. 

Акронимът обозначава една от основните ценности на науката – доверието. Елементите на етоса на постнормалната наука са: 
Transparency – прозрачност на финансирането, методиката, резултатите на научното изследване, липса на конфликт на интереси;
Robustness – „здравина“, в конкретния смисъл се отнася за достоверност на научните резултати и качество на научния продукт;
Uncertainty management – управление на несигурността;
Sustainability – устойчивост, подчертава функциите на науката по отношение на устойчивото развитие като световен приоритет;
Transdisciplinarity – интердисциплинарност на научните изследвания.
Всеки от тях предполага група от отделни ценности и етически стандарти в науката. Авторите на TRUST разглеждат 18, сред които творчество (creativity), холизъм (holism), плурализъм (рluralism), осъзнатост (аwareness), рефлексивност (reflexivity), предпазливост (precaution), хуманизъм (humility).

## Да бъдеш учен
През 1989 г. Американската академия на науките издава книга, в която представя нравствената система на американската наука. Книгата се казва „Да бъдеш учен“ (On Being a Scientist). От нея разбираме, че да бъдеш учен означава не само да владееш и прилагаш научна методология и методи за изследване, но и да носиш науката като призвание, да живееш с нея честно, свободно и етично. Доверието е етичната норма, с която започва книгата, защото именно то изгражда отношенията в науката, научната общност и отношенията на науката и обществото.
Доколкото етиката е най-напред отношение към самия себе си, а след това и към другите, то и научната етика изисква най-напред ученият (преподавателят, изследователят, интелектуалецът) да се вгледа в себе си и честно да провери доколко той самият е учен.

Виолета Цакова извежда следните качества на учения: 
Неспокоен и търсещ творчески дух и  изследователски нюх;
Свободомислие и склонност към риск в името на  познанието;
Социална чувствителност и реалистична оценка;
Взискателност и критичност към себе си и научната  продукция на колегите;
Честност и обективност при оценяването и  самооценяването;
Доблест и смелост по отношение на грешките;
Толерантност, търпимост, уважение към чуждото  мнение;
Човешка, гражданска и научна съвест;
Издръжливост на несгоди по пътя към истината;
Нетърпимост към научната измама, неподкупност. 
Редом с тях са и специфичните нагласи на човека, който професионално се занимава с наука и научни изследвания:
Пиетет към науката и призвание за научна работа;
Благородство и духовен аристократизъм;
Дарба за прозрение;
Понасяне на големи физически, психически, емоционални и интелектуални натоварвания.
Тук някой би казал, че заниманията с наука не предполагат физическа, а само интелектуална умора. Това съвсем не е така. Уморява се, изтощава се и тялото, заедно с интелекта.

## Ученият е човек с дар
А всеки, който е приел дар от вселената, както е модерно да се говори, или от Бог, както според мен е правилно да се мисли, е длъжен да го върне даром на хората и обществото си: „Даром получихте, даром давайте“ (Мат. 18:8).
Пътят към получаването на дара е пътя към познанието, към истината, който учените извървяват чрез научните изследвания, които правят. По този път е важна научната етика. Изминавайки го, ученият изгражда взаимоотношенията си с другите – колегите, студентите, ценностно близките му от така нар. „ние“ – група, но и с ценностно далечните му – представителите на „чуждите“. Връщането на дара предполага към тези взаимоотношения да се добавят и други – отношенията между учения и общността извън научната колегиална общност, на която следва да се предаде дарът на познанието. Предаването на дара предполага публикации в научни издания на достигнатите резултати от направените научни изследвания.
В хода на реализация на публикациите ученият влиза във взаимоотношения с редактори, рецензенти, коректори. Необходимо е този етап от работата си да подчини на принципите и нормите на така нар. публикационна етика. Достигнатото познание се преподава. Ето още едни тип взаимоотношения, които попадат под етическата регулация. Учените често комуникират резултатите от научните си изследвания с широката масова и научно неподготвена публика чрез медиите. Ето още два типа взаимоотношения между учените и медиите, и между изследователите и масовата публика, които ученият изгражда върху ценностите и принципите на научната етика.
Процесите на достигане и предаване на дара крият множество капани за етически конфликти. Като започнем от избора на изследователски проблем и съгласието или несъгласието на колегията с него, изкушенията при приложението на обективната методика за изследване, формулирането на приноси, и достигнем до естествената реакция на отхвърляне на новото познание от общността – просветената колегиална и масовата популярна.
Какво прави ученият, когато общността отхвърля достигнатото от него познание? Скандал ли? Самоунищожава ли се? Примирява се и някак продължава? Работи за подходяща възможност да предаде дара, който носи?
Джоузеф Камбъл, въз основа на резултати от психологически изследвания на световната митология, извежда три стратегии за предаване на дара. Следвайки първата, дароносителите стават търговци на своя дар. Разфасоват достигнатото от тях познание в малки порции, достъпни за възприятието на публиката и ги продават на цени, каквито публиката е способна да плати.
Втората стратегия е най-безполезна – следващите се самоунищожават, самозатваряйки се и самоотдалечавайки се от другите, които не могат и не желаят да приемат новото познание. Остават сами, неразбрани и обидени.
Третата стратегия е тази на учителите. Следвайки призванието си, те подготвят публиката да приеме техния дар и когато тя е психически, емоционално и когнитивно готова – поднасят й новото познание, което трансформира всекидневната рутина на живота, повишава културата и издига човека и неговия народ до „висотата на времето“, както би казал Хосе Ортега-и-Гасет.

Да бъдеш учен означава да избереш третата стратегия за предаване на дара, който си получил. Първите остават търговци, вторите – самотници. Третата стратегия означава не само да умееш да откриваш и разбираш новото познание, но и да разплетеш цяла плетеница от взаимоотношения в сферата на науката. Разплитането иска етика, дори и когато нея никаква я няма в общността.
Самородната научна етика изгражда и развива учения и науката (Катя Михайлова).
Това е така именно заради научния етос, присъщ на учения и на науката едновременно и свободата на мисълта и разума, интелектуалната автономност, доверието и отговорността, върху които той е изграден.

## Други енциклопедични статии
Ethos de la science - "Научен етос", Wickipedia - France
Етос Науки - "Словопедия" Філософський енциклопедичний словник
Этос Науки - Философия науки: Словарь основных терминов
Etica della scienza - Wickipedia - Italy

## Външни източници
1. Михайлова, Катя. Научна етика. С., ИК-УНСС, 2023. 332 с. ISBN (print) 978-619-232-761-3
2. Има ли университетско образование без академична почтеност. БНР, програма „ХристоБотев“, 20.11.2023.
3. Доц. д-р Катя Михайлова – автор на първия български учебник „Научна етика“ – гост на Университетската седмица на книгата
4. Доц. Катя Михайлова: Причина за плагиатските практики в науката е състоянието на безнравственост. БНР, "Хоризонт", 27.11.2023
5. Критичен поглед към академичната етика. Интервю с проф. Нидал Шабан. БНР, "Хоризонт", 23.01.2024
6. Драмалиева, Валентина. Етосът на науката. В: Драмалиева, Валентина, Е. Маринова (съст.) Етиката в българската наука. С., ИК - УНСС, 2012, с. 9-19.
7. Лозев, Камен. Етически и ценностни проблеми на науката. В: NotaBene, бр. 30/2015.
8. Илиева, Аделина. Класическите основи в етиката на науката. В: Философски алтернативи. 5/2018, с. 117-134.
9. Петрова, Елена. Необходим ли е национален етичен кодекс на учените? В: Съвременни предизвикателства във философията, кн. 2/ 2014. ИК "Св. Иван Рилски", с. 36-64.
10. Wunderlich, Richard. “The Scientific Ethos: A Clarification.” The British Journal of Sociology, vol. 25, no. 3, 1974, pp. 373–77. JSTOR, https://doi.org/10.2307/589402. Accessed 4 Feb. 2024.
11. Huff, T. E. Some Historical Roots of the Ethos of Science. In: Journal of Classical Sociology, 7(2), 2007, p. 193–210.
12. Bieliński, J., Tomczyńska, A. The Ethos of Science in Contemporary Poland. Minerva 57, 151–173 (2019). https://doi.org/10.1007/s11024-018-9365-1
13. Feldy Marzena, 2018. "Ethos of science and the approach to promotion in science," Marketing of Scientific and Research Organizations, Sciendo, vol. 28(2), pages 67-98, June.DOI: 10.14611/minib.28.06.2018.10